# 三浦涼介
三浦涼介（日语：／ Miura Ryōsuke，1987年2月16日—） ，是於日本东京都出身的演员。他是前PureBoys的成员之一。

## 出演作品

### 電視劇
- 3年B组金八先生 第6季 第14話（2002年、TBS电视台）
- 這裡是本池上署 第2話（2003年、TBS）飾演 瀨戶昌男
- 狮子先生（2003年、读卖电视台・日本电视台）飾演 安倍光一
- 极道鲜师 第2季（2005年、日本电视台）飾演 武藤涼介
- 超星艦隊（2005年 - 2006年、东京电视台）
- 為愛瘋狂SP「荷台に乗せられた女」（2006年9月、日本電視台）飾演 優
- Drama30 家族善哉（2007年1月、毎日放送・TBS）飾演 畑中
- 美味学院（2007年、东京电视台）
- 女主播聯盟（2007年、东京电视台）飾演 池田徹平
- 交响情人梦SP-巴黎篇（2007年、富士电视台）飾演 Laurent Chevalier
- 1磅的福音第7 - 8話（2008年2月 - 3月、日本電視台）飾演 男公關
- 東京幽靈物語 第1話（2008年、东京都会电视台）飾演 久本壹也
- 音女 第7話（2008年4月、朝日電視台）飾演 ゆうた
- 少年刑警（2008年、富士电视台）飾演 金澤岳

少年刑警史上最大危機SP（2009年5月）
- 假面骑士DECADE（2009年、朝日电视台）飾演 百瀨 / 老虎操冥使徒（聲演）
- 名偵探的守則 第2話（2009年、朝日电视台）飾演 宫本治
- BOSS女王 第4話・第5話（2009年、富士电视台）飾演 武田弘之
- 假面骑士OOO（2010年、朝日电视台）飾演 +Ankh+／泉信吾
- 臥底捜査官・北見志穂14（2010年8月、朝日电视台）飾演 田中邦和
- 臥底捜査官・北見志穂17（2013年6月、朝日电视台）飾演 吉田優也
- 女医・倉石祥子 〜死之研究室〜（2013年8月、富士电视台）飾演 木下健太
- 警部補 矢部謙三2 第7話（2013年8月、朝日电视台）飾演 渥池小五郎
- 我討厭的偵探 第5話（2014年2月、朝日电视台）飾演 辰巳千昭
- 天使與悪魔-未解決事件匿名交渉課- 第6話（2015年5月、朝日電視台）飾演 西村泰史
- 與妻子飛行的特攻兵（2015年8月、朝日電視台）飾演 木下達夫
- 遺留搜查5  （2018年9月、朝日電視台）飾演 高橋尚也
- NG妹大改造 （2021年）飾演 木下ふわり
- 只有顏值老師（2021年10月、富士電視台）飾演 早坂優一

### 电影
- おぎゃあ。（2002年）
- 夢追いかけて 浜名湖発→学び座（2003年）飾演 東野正
- 劇場版 超星艦隊セイザーX 戦え!星の戦士たち（2005年）
- リアル鬼ごっこ（2008年）飾演 铃木诚
- ALLDAYS 二丁目の朝日（2008年）飾演 目黑真雄
- 僕らの方程式（2008年）飾演 横松タカフミ
- 劇場版 カンナさん大成功です!（2009年）飾演 鈴木
- 書の道（2009年）飾演 立浪陽介
- 假面騎士Decade中10~11話（2009年）飾演 幸運四葉草的百瀨
- のだめカンタービレ最終楽章 後編（2010年）飾演 ロラン・シュヴァリエ
- BECK（2010年）飾演 ベル・アームのメンバー
- 假面騎士×假面騎士 OOO & W feat. Skull Movie大戰 Core（2010年）飾演 Ankh
- OOO·电王·All Riders Let's Go Kamen Riders（2011年）飾演 Ankh
- 假面騎士OOO WONDERFUL 將軍與21枚核心硬幣（2011年）飾演 Ankh
- 假面騎士×假面騎士 Fourze & OOO Movie大戰 Mega Max（2011年）飾演 Ankh
- PIECE 〜記憶的欠片〜（2012年）飾演 零
- カルト（2013年）飾演 NEO
- 神劍闖江湖 京都大火篇（2014年）飾演 澤下條張
- 神劍闖江湖 傳說的最終篇（2014年）飾演 澤下條張
- 假面騎士平成Generations FINAL Build & EX-AID with 傳說騎士（2017年）飾演 Ankh
- 神劍闖江湖 最終章 The Final（2021年）飾演 澤下條張
- 神劍闖江湖 最終章 The Beginning（2021年）飾演 澤下條張